# Cirkusklovnen
Cirkusklovnen er en tysk stumfilm fra 1918 af Alwin Neuss.

## Medvirkende
- Lil Dagover
- Karl Falkenberg
- Alwin Neuss